# Wolfgang Rott
Wolfgang Rott   (Mettmann, 28 de novembre de 1946) és un jugador d'hoquei sobre herba alemany, ja retirat, que va competir sota bandera de la República Federal Alemanya durant les dècades de 1960 i 1970. Jugava de porter.
El 1968 va prendre part en els Jocs Olímpics d'Estiu de Ciutat de Mèxic, on fou quart en la competició d'hoquei sobre herba. Quatre anys més tard, als Jocs de Munic, va guanyar la medalla d'or en la mateixa competició. El 1976, a Montreal, va disputar els seus tercers, i darrers, Jocs Olímpics. En ells fou cinquè en la competició d'hoquei sobre herba. En el seu palmarès també destaca una medalla d'or al Campionat d'Europa de 1970 i una de plata al de 1974, així com dues medalles de bronze al Campionat del Món, el 1973 i 1975. Entre 1966 i 1977 va disputar 100 partits amb la selecció alemanya.
A nivell de clubs va jugar al THC Mettmann.